# Spilogona kunjirapensis
Spilogona kunjirapensis este o specie de muște din genul Spilogona, familia Muscidae, descrisă de Xue și Tong în anul 2003. Conform Catalogue of Life specia Spilogona kunjirapensis nu are subspecii cunoscute.